# HD 222485
HD 222485，又名CD-2417796，SAO 192083、HR 8978，是一颗恒星，视星等为6.6，位于銀經39.63，銀緯-73.89，其B1900.0坐标为赤經23h 35m 53.8s，赤緯-24° -73.89′ 52″。